# Ercole Visconti
Ercole Visconti (Milano, 20 agosto 1645 – Milano, 21 novembre 1712) è stato un arcivescovo cattolico e diplomatico italiano.

## Biografia
Originario di Milano, appartenente al ramo dei Visconti, Ercole iniziò la carriera ecclesiastica presso la Curia romana. Fu nominato arcivescovo titolare di Damiata il 18 luglio 1678 da papa Innocenzo XI. Fu consacrato dal cardinale Carlo Pio di Savoia il 31 luglio, coadiuvato dal patriarca titolare di Gerusalemme Egidio Colonna, O.S.B. e dall'arcivescovo titolare di Trapezopoli Francesco Casati. Fu anche abate commendatario di San Dionigi a Milano.
Poco dopo venne inviato nel Granducato di Toscana come nunzio apostolico della Santa Sede. La sua carriera diplomatica continuò nella nunziatura apostolica a Colonia dal 1680, ma spinto dal desiderio di ritirarsi in Italia si dimise nel luglio del 1687. Tornato a Roma, cominciò la sua collaborazione a stretto contatto con ben tre pontefici, ovvero Innocenzo XI, Alessandro VIII e Innocenzo XII che lo confermarono nella carica di Prefetto del Palazzo Apostolico. I papi concessero dei privilegi ulteriori ai maggiordomi e anche Visconti come alcuni suoi predecessori fu allo stesso tempo incaricato governatore di Castel Gandolfo, in virtù della sua carica di prefetto. Papa Alessandro VIII ne confermò la carica con una successiva bolla.
Ritiratosi a Milano, si ammalò e morì il 21 novembre 1712. Fu sepolto nella cappella famigliare della basilica di Sant'Eustorgio, dopo una funzione pubblica del 3 dicembre, recitata dal vescovo di Vigevano Giorgio Cattaneo.

## Genealogia episcopale e successione apostolica
La genealogia episcopale è:
- Cardinale Guillaume d'Estouteville, O.S.B.Clun.
- Papa Sisto IV
- Papa Giulio II
- Cardinale Raffaele Riario
- Papa Leone X
- Papa Paolo III
- Cardinale Francesco Pisani
- Cardinale Alfonso Gesualdo
- Papa Clemente VIII
- Cardinale Pietro Aldobrandini
- Cardinale Laudivio Zacchia
- Cardinale Antonio Barberini, O.F.M.Cap.
- Cardinale Marcantonio Franciotti
- Cardinale Giambattista Spada
- Cardinale Carlo Pio di Savoia iuniore
- Arcivescovo Ercole Visconti

La successione apostolica è:
- Cardinale Wilhelm Egon von Fürstenberg